# Carlo Cossio
Carlo Cossio (Údine, Italia, 1 de enero de 1907 - Milán, 10 de agosto de 1964) fue un animador e historietista italiano.

## Biografía
Inició su carrera realizando, a partir de 1928, cortometrajes animados junto a su hermano Vittorio. Dibujó algunas historietas para la revista Il Cartoccino dei Piccoli. Cuando el régimen fascista prohibió los cómics de origen extranjero, Cossio fue entre los autores que reemplazaron las historietas estadounidenses con nuevas series italianas.
Alcanzó la fama en 1938, con la creación de Dick Fulmine, escrito por Vincenzo Baggioli y publicado en L'Audace, para el que siguió a trabajar hasta 1955. Creó otros personajes como Furio Almirante (1940), también publicado en L'Audace, Tanks, l'uomo d'acciaio (1945), Kansas Kid (1947), Buffalo Bill (1951). También realizó Kansas City (1947), junto al escritor Saccarello, y dibujó historias de Gim Toro y Kolosso. Se retiró en 1955.